# Miller Puckette
Miller Smith Puckette (Chattanooga, 26 marzo 1959) è un manager, musicista e docente statunitense; è il direttore associato del Center for Research in Computing and the Arts e professore di musica presso l'Università della California, San Diego, dove è stato dal 1994.
Puckette è noto per aver creato Max, un ambiente di sviluppo grafico per la sintesi musicale e multimediale, che ha sviluppato quando lavorava all'IRCAM alla fine degli anni '80. È anche autore di Pure Data (Pd), una piattaforma funzionante in tempo reale tramite un linguaggio di programmazione audio, video e grafica per la creazione di musica interattiva per computer e opere multimediali, scritta negli anni '90 con l'input di molti altri nelle comunità della computer music e del software libero.

## Biografia
Ex alunno della scuola di St. Andrew's-Sewanee nel Tennessee, Miller Puckette fu coinvolto nella musica per computer nel 1979 al MIT con Barry Vercoe. Nel 1979 diventò Putnam Fellow. Conseguì un  Ph.D. in matematica all'Università di Harvard nel 1986 dopo aver completato un corso di laurea al MIT nel 1980.
È stato membro del MIT Media Lab dalla sua apertura nel 1985 fino al 1987, prima di continuare la sua ricerca all'IRCAM e dal 1997 è stato parte del progetto Global Visual Music.
Ha usato Max per completare la sua prima opera, che si chiama Pluton dal secondo lavoro della serie di Manoury intitolata Sonus ex Machina.

## Premi e onorificenze
È il destinatario del premio SEAMUS 2008.
L'11 maggio 2011 ha ricevuto il titolo di Dottore Honoris Causa dall'Università di Mons.
Il 21 luglio 2012 ha ricevuto una laurea ad honorem dalla Bath Spa University in riconoscimento del suo straordinario contributo alla ricerca sulla musica per computer.
Ha ricevuto la medaglia d'oro alle Olimpiadi della matematica del 1975 e la medaglia d'argento alle Olimpiadi della matematica del 1976.

## Pubblicazioni selezionate
Per una lista completa, vedi: http://msp.ucsd.edu/publications.html
- Puckette, Miller, The theory and technique of electronic music, World Scientific, 2007, ISBN 978-981-270-077-3.
- Puckette, Miller (2004) “Who Owns our Software?: A first-person case study” Proceedings, ISEA, pp. 200–202, republished in September 2009 issue of Montréal: Communauté électroacoustique canadienne / Canadian Electroacoustic Community.
- Puckette, Miller (2002)  Max at Seventeen, su msp.ucsd.edu. Computer Music Journal 26(4): pp. 31–43.